# Pârâul Doamnei
Pârâul Doamnei este un curs de apă, unul din brațele care formează râul Cârțișoara.